# 埃邦
埃邦（法語：Eybens，法語發音：[ebɛ̃(s)] ⓘ）是法国伊泽尔省的一个市镇，位于该省中部，省会格勒诺布尔市区东南，属于格勒诺布尔区。

## 地理
埃邦（45°8'55"N, 5°45'1"E）面积4.5 平方千米，位于法国奥弗涅-罗讷-阿尔卑斯大区伊泽尔省，该省份为法国东南部内陆省份，北起顺时针与安省、萨瓦省、上阿尔卑斯省、德龙省、阿尔代什省、卢瓦尔省和罗讷省。
与埃邦接壤的市镇（或旧市镇、城区）包括：圣马丁代尔、布雷松、布列和昂戈讷、埃希羅勒、格勒诺布尔、普瓦萨。

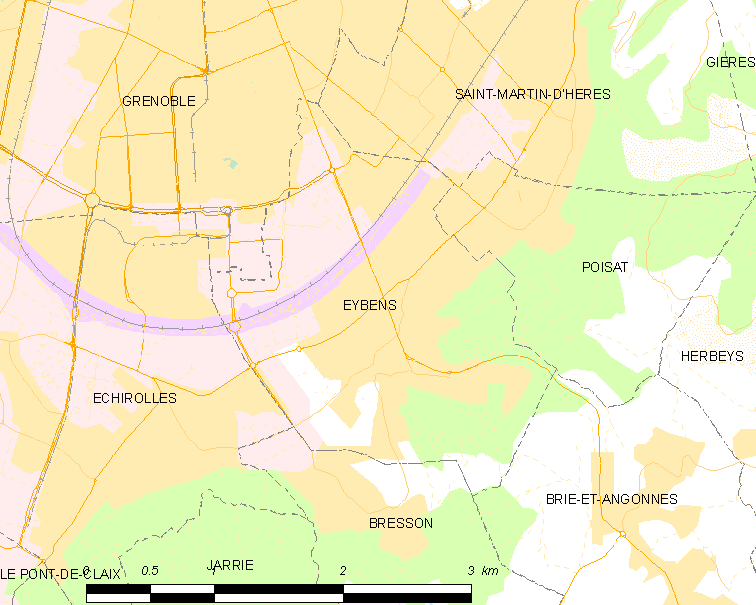
埃邦的OSM定位图

埃邦的时区为UTC+01:00、UTC+02:00（夏令时）。

## 行政
埃邦的邮政编码为38320，INSEE市镇编码为38158。

## 政治
埃邦所属的省级选区为埃希罗勒县。

## 人口

1962-2008年间埃邦人口变化图示

埃邦于2022年1月1日时的人口数量为10095人。